# Chapeau Gueuze
Chapeau is een Belgisch bier van spontane gisting.
Het bier (lambiek) wordt gebrouwen in Brouwerij De Troch te Wambeek. Er werd gekozen voor de naam Chapeau, speciaal voor de Franse markt.

## Varianten
- Gueuze, donker amberkleurig bier met een alcoholpercentage van 5,5%
- Cuvée Oude Gueuze, blond bier met een alcoholpercentage van 5,5%. Dit bier draagt het label “Erkend streekproduct”.
- Winter Gueuze, donker amberkleurig bier met een alcoholpercentage van 5,6%

## Prijzen
- Brussels Beer Challenge 2012 - Bronzen medaille voor Chapeau Cuvée Oude Gueuze in de categorie Specialty Beer: Lambic&Gueuze